# Artemisa de Licosura
La Artemisa de Licosura es el resto de una escultura colosal de Artemisa, creada en el periodo helenístico y descubierta en Licosura, actual Arcadia, Grecia.
El busto es un acrolito, un compuesto de muchos materiales diferentes, y se atribuye al escultor Damofón, que fue prominente en el Peloponeso a principios del siglo II a. C.
Artemisa era adorada junto a Deméter, el titán Ánito, y Despena (‘La Señora’) cuyo nombre permanece desconocido. El historiador Pausanias documentó la vida de Damofón así como el propio templo y sus adeptos religiosos.
Descubierto en las excavaciones del verano de 1889, el busto se conserva actualmente en el Museo Arqueológico Nacional de Atenas con la denominación NAMA 1735.

## Descubrimiento
Las excavaciones de 1889 en el Templo de Despena descubrieron la estatua junto con los fragmentos escultóricos de Deméter, Despena y Ánito que la acompañaban, dirigidos por M. Cavvadias. Las esculturas principales del dios y las diosas se depositaron en el Museo Arqueológico Nacional, mientras que los demás hallazgos se colocaron en un museo local de Licosura.
La presencia de una kore de Perséfone junto con las entidades que la acompañan indica un culto ctónico localizado.

## Descripción
La altura del busto mide en 48 cm, pero basándonos en los fragmentos de los otros dioses y diosas del Templo de Despena, se estima que las esculturas medían probablemente 5,6 metros y 8,4 metros de ancho. Pausanias señaló que Artemisa estaría de pie junto a la de Despena y Deméter, cuyos fragmentos también residen en el Museo Arqueológico Nacional.
Como acrolito, Pausanias documentó las esculturas de Damofón y otras piezas dentro del Peloponeso que tenían de mármol las cabezas, manos y pies, pero con el cuerpo de madera.
Artemisa se representaría ataviada con piel de cervatillo y un carcaj, una antorcha en una mano y dos serpientes en la otra. El pelo está peinado en melena y lleva una corona. Hay agujeros en las orejas, que adornarían la estatua con pendientes. Además, los ojos estarían incrustados.

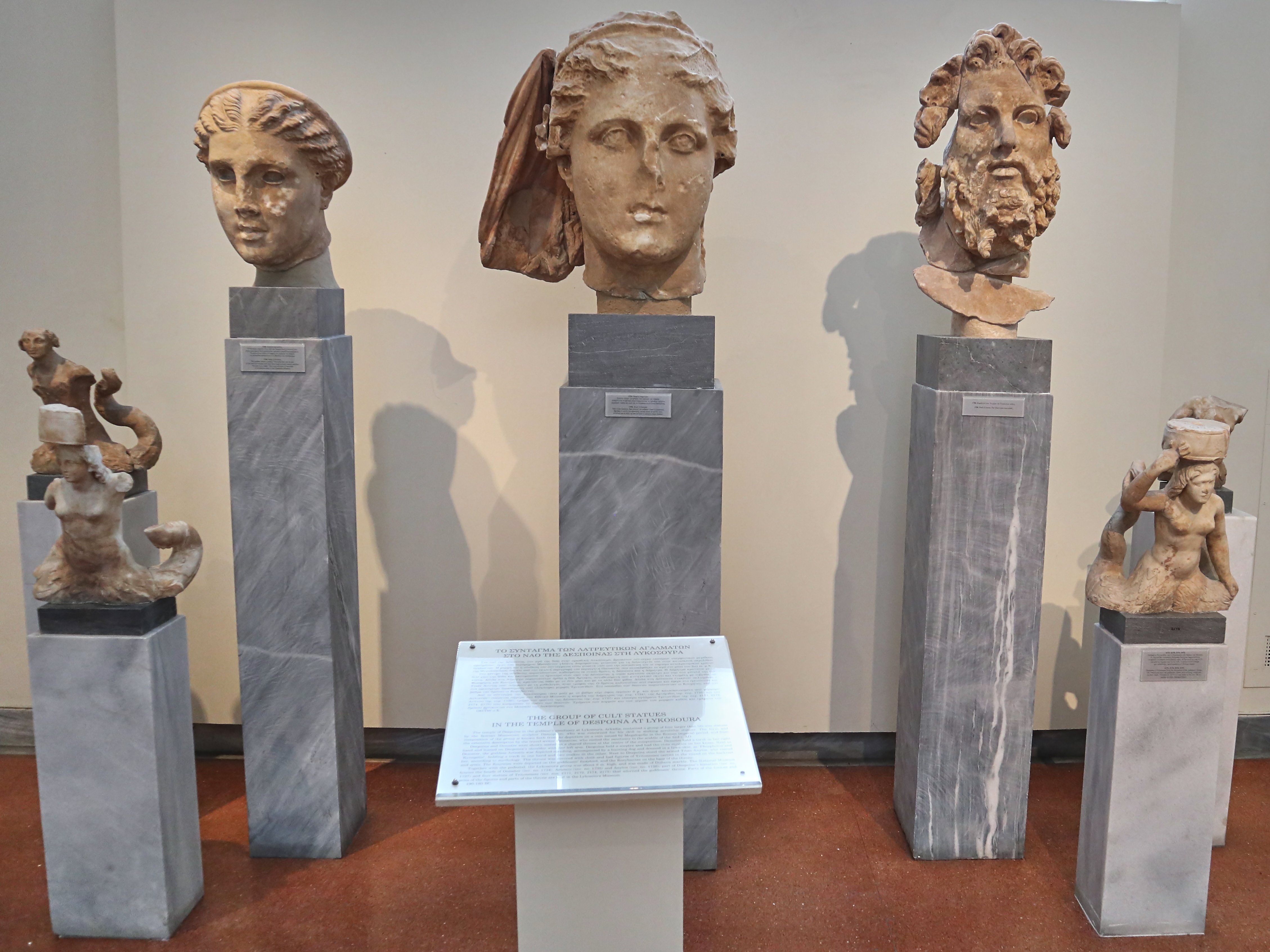
Las estatuas del Templo de Despena en el NAMA (2018).